# Alejandra Paola Perez Lopez
Alejandra Paola Perez Lopez (Maracaibo, 9 luglio 1998) è un'atleta paralimpica ipovedente venezuelana specializzata nelle gare di velocità.

## Biografia
Nata ipovedente, ha iniziato a praticare l'atletica leggera paralimpica nel 2017 insieme alla gemella Linda Patricia Perez Lopez, non vedente. Nel 2019 ha vestito la maglia della nazionale venezuelana ai campionati mondiali paralimpici di Dubai, dove però è stata squalificata nel corso delle batterie dei 400 metri piani T12.
Nel 2021 ha preso parte ai Giochi paralimpici di Tokyo, dove ha conquistato la medaglia di bronzo nei 400 metri piani T12 e si è classificata quarta nei 200 metri piani T12. Nel 2024 vince invece la medaglia d'argento nei 200 metri piani T12 alle Paralimpiadi di Parigi.
Il suo atleta guida è Markinzon Daniel Manzanilla Velasquez.

## Palmarès
| Anno | Manifestazione       | Sede   | Evento          | Risultato | Prestazione | Note                          |
| ---- | -------------------- | ------ | --------------- | --------- | ----------- | ----------------------------- |
| 2019 | Mondiali paralimpici | Dubai  | 400 m piani T12 | Batteria  | dq          |                               |
| 2021 | Giochi paralimpici   | Tokyo  | 100 m piani T12 | Batteria  | dq          |                               |
| 2021 | Giochi paralimpici   | Tokyo  | 200 m piani T12 | 4ª        | 25"27       | Miglior prestazione personale |
| 2021 | Giochi paralimpici   | Tokyo  | 400 m piani T12 | Bronzo    | 57"06       |                               |
| 2023 | Mondiali paralimpici | Parigi | 100 m piani T12 | Argento   | 12"57       |                               |
| 2023 | Mondiali paralimpici | Parigi | 200 m piani T12 | Argento   | 25"42       |                               |
| 2023 | Mondiali paralimpici | Parigi | 400 m piani T12 | Argento   | 57"88       |                               |
| 2024 | Giochi paralimpici   | Parigi | 200 m piani T12 | Argento   | 24"19       | Miglior prestazione personale |